# Mausoleo di Ho Chi Minh
Il mausoleo di Ho Chi Minh (in vietnamita: Lăng Chủ tịch Hồ Chí Minh) è un monumento funebre dedicato al leader vietnamita Ho Chi Minh situato nella città di Hanoi. Si trova al centro della piazza Ba Ðình, lo stesso luogo in cui Ho lesse la dichiarazione di indipendenza che diede inizio alla Repubblica Democratica del Vietnam il 2 settembre 1945.
I lavori di costruzione cominciarono il 2 settembre 1973 e terminarono il 29 agosto 1975. La struttura dell'opera è ispirata a quella del mausoleo di Lenin a Mosca, con l'aggiunta di alcuni elementi tipici della cultura e dell'arte vietnamita. Il mausoleo è stato edificato usando del granito grigio, all'interno sono state utilizzate pietre di vari colori tra questi il grigio, il nero e il rosso. Sulla facciata troneggia la scritta "Chủ tịch Hồ Chí Minh", che significa "Presidente Ho Chi Minh".
La struttura è alta 21,6 metri ed è larga 41,2 metri. Di fianco al mausoleo ci sono due piattaforme con sette gradini, di fronte alla costruzione c'è una grande asta portabandiera alta circa 25 metri. La piazza di fronte all'edificio è divisa in 240 riquadri larghi 1,4 metri e i giardini attorno ospitano oltre 200 specie diverse di piante.
Nel suo testamento Ho Chi Minn scelse di essere cremato, in quanto questa forma di sepoltura veniva considerata dal leader vietnamita più igienica della sepoltura; tuttavia, i suoi successori scelsero di non adempiere questa volontà, costruendo il mausoleo e imbalsamando il corpo di Ho. Il corpo si trova nella sala centrale, rinchiuso all'interno di una bara di vetro lievemente illuminata. Il mausoleo è aperto al pubblico (tranne nei periodi necessari alla conservazione della salma e per i lavori di manutenzione).